# Quinteto con piano (Franck)

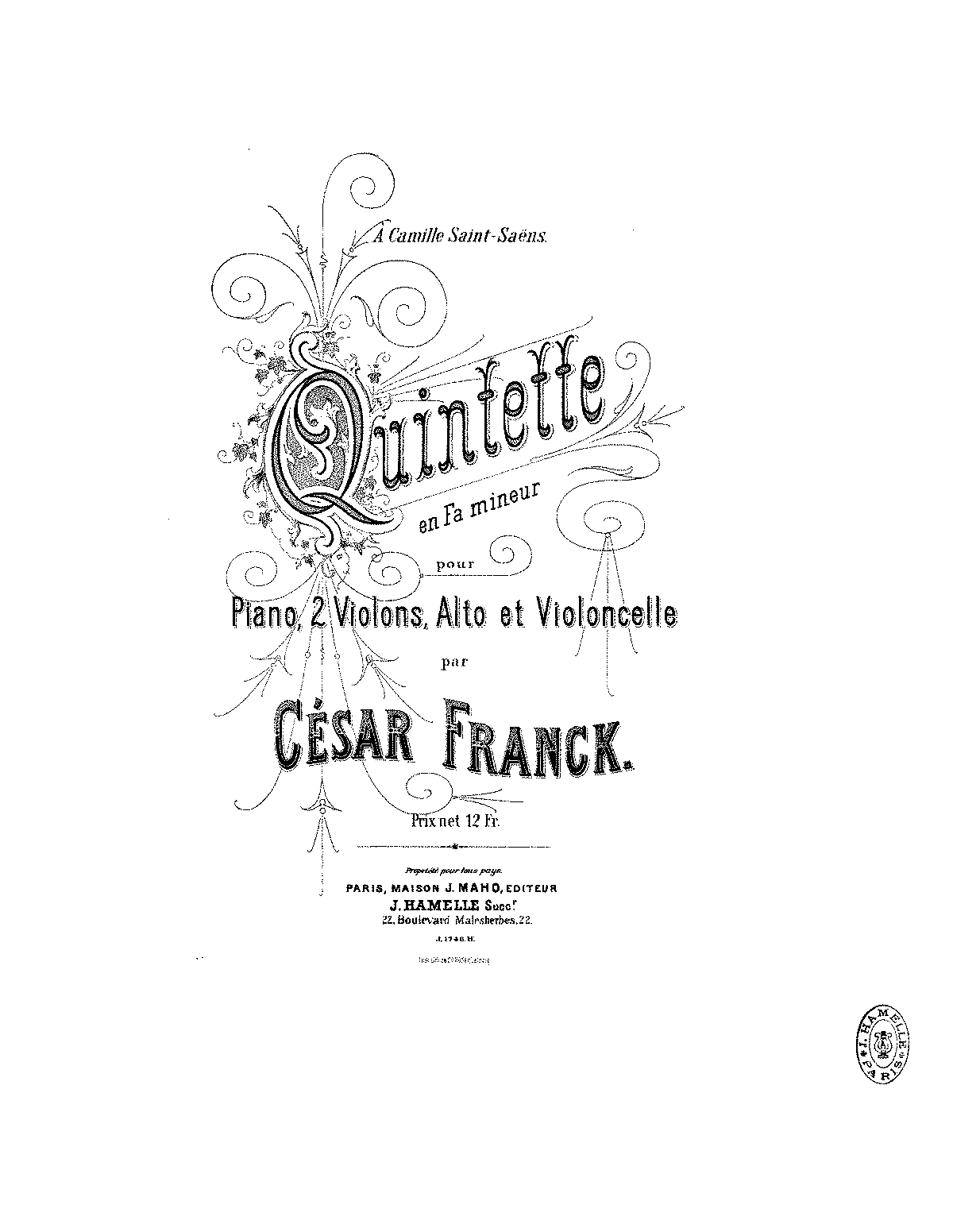
Portada de la primera edición (Hamelle, 1880) con la dedicatoria “À Camille Saint-Saëns”

El Quinteto con piano en fa menor de César Franck es un quinteto para piano, dos violines, viola y violonchelo. La obra fue compuesta en 1879 y está considerada una de las muchas obras maestras del período tardío de Franck, junto con la Sinfonía en re menor, las Variaciones sinfónicas, el Cuarteto de cuerda en re mayor y la Sonata para violín en la mayor. 
La obra se estrenó en París el 17 de enero de 1880. Los intérpretes fueron el Marsick Quartet y Camille Saint-Saëns al piano, a quien Franck había dedicado la partitura con el autógrafo “Para mi buen amigo Camille Saint-Saëns”. El estreno terminó con una afrenta: Saint-Saëns, que había tocado por amistad con Franck pero menospreciaba la composición, dejó la partitura en el atril del piano cuando abandonó el escenario. La copia que estaba destinada a él se encuentra ahora en la Bibliothèque Nationale de France. La primera edición publicada por Julien Hamelle apareció en 1880 con una dedicatoria más sencilla “À Camille Saint-Saëns”. 

## Estructura
La obra consta de tres movimientos:
1. Molto moderato quasi lento – Allegro
2. Lento con molto sentimento.
3. Allegro non troppo ma con fuoco

Los tres movimientos están conectados entre sí de una forma cíclica a través de un material temático-motívico común y mediante características armónicas similares. El tema paralelo del primer movimiento resulta ser una leitmotiv, que aparece en el 2º y 3º. El tema regresa y también representa el núcleo de otros motivos e ideas en los tres movimientos.  
Con una duración de unos 40 minutos y un carácter dramático y contrastante, la obra tiene unas dimensiones sinfónicas. Algunos críticos le ha asignado un “estilo monumental tardorromántico”. 

## Recepción
Cuando se estrenó, la obra no gustó inicialmente ni al público ni a los expertos. Hoy en día se considera la mejor de las grandes obras tardías de Franck y, a este respecto, una "obra clave en el estilo tardío de Franck" con la conexión cíclica de todos los movimientos y una armonía imaginativa caracterizada por el cromatismo y deambulando muchas veces entre diferentes centros tonales. 
La obra fue descrita como de un "poder emocional abrasador" y Édouard Lalo la caracterizó como una "explosión".  Sin embargo, también hay otras voces menos entusiastas: el filósofo Roger Scruton se quejó del “narcisismo empalagoso” del Quinteto. 

## Discografía selectiva
- Marc-André Hamelin y el Cuarteto Takács en 2015
- Michel Plasson y la Orchestre National du Capitole de Toulouse en 2007
- Sviatoslav Richter y el Cuarteto Borodin en 1986

## Enlaces web
- «Klavierquintett (Franck)» en el Proyecto Biblioteca Internacional de Partituras Musicales (IMSLP).